# Gabriele Salvatores
Cet article possède un paronyme, voir Salvatore.
Gabriele Salvatores, né le 30 juillet 1950 à Naples est un scénariste et réalisateur italien.
Parmi les nombreux prix qu'il a reçus figure un Oscar du meilleur film étranger pour le film Mediterraneo.
Il a fondé avec Maurizio Totti et Diego Abatantuono la maison de production cinématographique Colorado Film (it), puis avec Maurizio Totti la maison d'édition de roman policier Colorado Noir.

## Biographie
Né à Naples, Gabriele Salvatores commence comme directeur de théâtre en 1972, fondant à Milan le Teatro dell'Elfo, pour lequel il dirige plusieurs pièces d'avant-garde jusqu'en 1989.
Cette année, il réalise son troisième film, Marrakech Express , suivi en 1990 par Turné. Les films comprennent un groupe d'acteurs amis, dont Diego Abatantuono et Fabrizio Bentivoglio, qui sera présent. Turné est projeté en section Un certain regard du Festival de Cannes 1990.
En 1991, son film Mediterraneo est acclamé au niveau international et emporte un Oscar du meilleur film en langue étrangère ainsi que trois David di Donatello et un Ruban d'argent.
En 1992, il sort Puerto Escondido, d'après le roman éponyme de Pino Cacucci, dans lequel Abatantuono et Bentivoglio sont rejoints par un nouvel acteur habituel de Gabriel Salvatores, Claudio Bisio. L'année suivante, il réalise Sud, avec Silvio Orlando, une tentative de dénoncer la situation politique et sociale du Mezzogiorno italien vu du point de vue des chômeurs et de ceux qui sont en marge de la société.
Il entame une nouvelle période expérimentale en 1997 avec Nirvana, un film de science fiction cyberpunk qui est reçu de façons diverses.
En 2003, L'Été où j'ai grandi (Io non ho paura), tiré du roman Je n'ai pas peur de Niccolò Ammaniti, remporte un certain succès.

## Thèmes
Les thèmes centraux de Gabriele Salvatores sont la fuite d'une réalité qui ne peut être acceptée ou comprise, la nostalgie des amis, et les voyages qui ne prennent jamais fin.

## Filmographie
- 1983 : Sogno di una notte d'estate (it)
- 1987 : Kamikazen: Ultima notte a Milano (it)
- 1989 : Marrakech Express
- 1990 : Strada blues (it) (Turnè)
- 1991 : Mediterraneo
- 1992 : Puerto Escondido
- 1993 : Sud
- 1997 : Nirvana
- 2000 : Denti
- 2001 : Un altro mondo è possibile (documentaire collectif sur les émeutes anti-G8 de Gênes de 2001)
- 2002 : Amnèsia
- 2003 : L'Été où j'ai grandi (Io non ho paura)
- 2005 : Quo vadis, baby?
- 2008 : Come Dio comanda (it)
- 2010 : Happy Family (it)
- 2013 : Le Clan des gangsters (Educazione siberiana) de Gabriele Salvatores
- 2014 : Italy in a day (documentaire)
- 2014 : Le Garçon invisible (Il ragazzo invisibile)
- 2018 : Le Garçon invisible : Deuxième génération (Il ragazzo invisibile - Seconda generazione)
- 2019 : Tutto il mio folle amore
- 2020 : Fuori era primavera (it), documentaire sur le confinement
- 2021 : Comedians (it)
- 2023 : Il ritorno di Casanova
- 2024 : Napoli - New York[2],[3]

## Distinctions

### Mediterraneo
- 1991 : Trois David di Donatello (meilleur film, meilleur montage et meilleure prise de son).
- 1992 : Oscar du meilleur film en langue étrangère à la 64e cérémonie des Oscars.

### L'Été où j'ai grandi(Io non ho paura)
- 2003 : Ruban d'argent du réalisateur du meilleur film
- 2003 : Globe d'or du meilleur réalisateur
- 2003 : Prix David Giovani

### Quo vadis, baby?
- 2005 : Prix Flaiano : prix de la meilleure réalisation